# Edmond Lefebvre du Prey
Edmond Lefebvre du Prey, francoski politik, * 1866, † 1955.
Lefebvre du Prey je bil minister za kmetijstvo Francije (1921-1922), minister za pravosodje Francije (1924) in minister za zunanje zadeve Francije (1924).